# Susanne Rohr
Susanne Rohr (* 1958 in Lübeck) ist eine deutsche Amerikanistin.

## Leben
Von 1979 bis 1987 studierte sie Germanistik, Amerikanistik und Politologie an der FU Berlin und der Cornell University. Von 1987 bis 1991 arbeitete sie an der Dissertation Über die Schönheit des Findens. Die Binnenstruktur menschlichen Verstehens nach Charles S. Peirce: Abduktionslogik und Kreativität bei Jürgen Trabant. Nach der Promotion 1991 summa cum laude im Fach Amerikanistik der Freien Universität Berlin war sie von 1995 bis 2003 wissenschaftliche Assistentin (C1) am John-F.-Kennedy-Institut für Nordamerikastudien der Freien Universität Berlin, Abteilung für Literatur. Nach der Habilitation 2001 im Fach Amerikanistik; Habilitationsschrift über Die Wahrheit der Täuschung: Wirklichkeitskonstitution im amerikanischen Roman 1889 bis 1989 vertrat sie 2004 den C4-Lehrstuhl für nordamerikanische Literatur, Heinz Ickstadt, am John-F.-Kennedy-Institut der Freien Universität Berlin im Sommersemester 2004. Von September 2004 bis September 2006 war sie wissenschaftliche Oberassistentin (C2) am John-F.-Kennedy-Institut der Freien Universität Berlin, Abteilung für Literatur. Von September 2005 bis September 2006 war sie zur Arbeit im DFG-Projekt: Wandel in der Holocaust-Repräsentation in neuesten amerikanischen und europäischen Kunstwerken unterschiedlicher Medien beurlaubt. Seit Oktober 2006 lehrte sie als Professorin für Literatur und Kultur Nordamerikas an der Universität Hamburg. Von Wintersemester 2018/2019 bis einschließlich Wintersemester 2019/2020 hat sie opus magnum-Stipendium der VW-Stiftung, mit anschließendem regulären Forschungsfreisemester im Sommersemester 2020.
Ihre Schwerpunkte sind Literatur- und Kulturtheorie, Semiotik, amerikanischer Pragmatismus, amerikanische Literatur des fin de siècle und des 20. Jahrhunderts, Lyrik der amerikanischen Avantgarde, jüdisch-amerikanische Literatur und internationale Holocaust-Darstellungen des ausgehenden 20. Jahrhunderts.

## Schriften (Auswahl)
- Über die Schönheit des  Findens. Die Binnenstruktur menschlichen Verstehens nach Charles S. Peirce. Abduktionslogik und Kreativität. Stuttgart 1993, ISBN 3-476-45025-2.
- als Herausgeberin mit Peter Schneck und Sabine Sielke: Making America. The cultural work of literature. Heidelberg 2000, ISBN 3-8253-0985-1.
- Die Wahrheit der Täuschung. Wirklichkeitskonstitution im amerikanischen Roman 1889–1989. München 2004, ISBN 3-7705-3901-X.
- mit Andrew S. Gross: Comedy – Avant-Garde – Scandal: Remembering the Holocaust after the End of History. Heidelberg 2010, ISBN 978-3-8253-5726-9.
- Von Grauen und Glamour. Repräsentationen des Holocaust in den USA und Deutschland. Heidelberg 2021